# Мобилност
Мобилност је покретљивост, односно могућност избора појединца, група или социјалних слојева у смислу места боравка, избора професије или доступности ресурса. Хоризонтална мобилност подразумева могућности промене само у оквиру свог социјалног слоја, док вертикална мобилност означава могућност промене и у другом смеру. Академска мобилност подразумева кретање студената и предавача из једне институције у другу, често изван граница сопствене земље, како би се стекло неопходно дато образовање или пракса. Болоњски процес је дизајниран да повећа општу мобилност у Европи.